# Triv'
Triv’ was een Nederlandstalig populairwetenschappelijk tijdschrift dat maandelijks werd uitgegeven door Sanoma Men's Magazines.
Het blad bestond sinds juli 2006 en werd in dat jaar genomineerd voor de Bruna Publieksprijs 2006; een prijs voor het beste nieuwe tijdschrift van het jaar. Op dit moment bestaat Triv' niet meer. Het laatste nummer verscheen op 8 januari 2009.
Het blad behandelde onderwerpen in de segmenten Psyche, Lijf en Leden, Geschiedenis, Discover en Natuur en telde zo'n 100 bladzijden. Er was ook een bijbehorende website die wetenschapsnieuwtjes en een quiz bevatt en informatie bood over het nummer dat op dat moment in de winkel lag.